# Marinha Grande (freguesia)
A Freguesia de Marinha Grande é uma freguesia portuguesa do Município da Marinha Grande com 138,87 km² de área e 32 322 habitantes (censo de 2021), tendo, por isso, uma densidade populacional de 232,8 hab./km².

## Demografia
A população registada nos censos foi:
| Ano  | 0-14 Anos | 15-24 Anos | 25-64 Anos | > 65 Anos |
| 2001 | 4189      | 3811       | 16143      | 4229      |
| 2011 | 4761      | 2997       | 18045      | 5610      |
| 2021 | 4274      | 3383       | 17428      | 7237      |

## Património
- Fábrica Lusitana de Vidros Angolana
- Casa Taibner de Morais Santos Barosa, também denominada Palácio dos Barosa
- Edifício que foi residência de Guilherme Stephens e João Diogo Stephens - Museu do Vidro
- Casa alpendrada no Largo Ilídio de Carvalho
- Farol do Penedo da Saudade

## Personalidades ilustres
- Visconde da Marinha Grande